# Thelma Schoonmaker
Thelma Schoonmaker (ur. 3 stycznia 1940 w Algierze) – amerykańska montażystka filmowa, współpracująca z Martinem Scorsese przez ponad czterdzieści lat. Trzykrotna laureatka Oscara za najlepszy montaż za filmy: Wściekły Byk (1980), Aviator (2004) i Infiltracja (2006) oraz nagrody BAFTA w tej samej kategorii za filmy Wściekły Byk (1980) i Chłopcy z ferajny (1990).

## Filmografia
- 1967: Kto puka do moich drzwi? (Who's That Knocking at My Door?)
- 1970: Woodstock
- 1980: Wściekły Byk (Raging Bull)
- 1983: Król komedii (The King of Comedy)
- 1985: Po godzinach
- 1986: Kolor pieniędzy (The Color of Money)
- 1987: Bad
- 1988: Ostatnie kuszenie Chrystusa (The Last Temptation of Christ)
- 1989: Nowojorskie opowieści (New York Stories)
- 1990: Chłopcy z ferajny (Goodfellas)
- 1991: Przylądek strachu (Cape Fear)
- 1993: Wiek niewinności (The Age of Innocence)
- 1995: Kasyno (Casino)
- 1996: W rytmie serca (Grace of My Heart)
- 1997: Kundun – życie Dalaj Lamy (Kundun)
- 1999: Ciemna strona miasta (Bringing Out the Dead)
- 1999: My Voyage to Italy
- 2002: Gangi Nowego Jorku (Gangs of New York)
- 2004: Aviator (The Aviator)
- 2006: Infiltracja (The Departed)
- 2010: Wyspa tajemnic (Shutter Island)
- 2011: Hugo i jego wynalazek (Hugo)
- 2013: Wilk z Wall Street (The Wolf of Wall Street)
- 2014: Nauka jazdy (Learning to Drive)
- 2015: Bombay Velvet
- 2016: Milczenie (Silence)
- 2017: Pierwszy śnieg (The Snowman)
- 2019: Irlandczyk (The Irishman)
- 2023: Czas krwawego księżyca (Killers of the Flower Moon)